# Brunelmineermot
De brunelmineermot (Glaucolepis headleyella) is een vlinder van de familie van de dwergmineermotten (Nepticulidae), van de onderfamilie van de Nepticulinae. De wetenschappelijke naam van deze soort is voor het eerst voorgesteld als Nepticula headleyella door Henry Tibbats Stainton in een publicatie uit 1854.

## Verspreiding
De soort komt in een groot deel van Europa voor waaronder Zweden, Finland, Denemarken, het Verenigd Koninkrijk (Engeland, Schotland, Wales), Nederland, Duitsland, Polen, Tsjechië, Slowakije, Estland, Letland, Litouwen, Europees Rusland, Frankrijk, Spanje, Zwitserland, Liechtenstein, Oostenrijk, Italië, Hongarije, Kroatië, Roemenië en Griekenland.

### Voorkomen in Nederland
In Nederland is de brunelmineermot zeer zeldzaam. Er is maar één populatie bekend binnen Nederland, namelijk in Oostvoorne.

## Waardplanten
De rups leeft op Prunella grandiflora, Prunella vulgaris en Prunella laciniata (Lamiaceae).